# Gabrovo
Gabrovo (em búlgaro:  Габрово) é uma cidade da Bulgária, capital do distrito de Gabrovo e autointitulada capital internacional do humor. É o Centro geográfico do país, sendo a cidade mais longa da Bulgária, pois se estende na direção N-S por 25 km ao longo do Rio Yantra, não apresentando largura maior do que 1 km.
Nela nasceu Petar Stefavov Rusev que, ainda criança, migrou para o Brasil onde se chamou Pedro Rousseff, vindo a ser o pai de Dilma Roussef, ex-Presidente da República Federativa do Brasil.

## Turismo
Dentre as atrações turísticas de Gabrovo estão o museu chamado "Casa do Humor e da Sátira" e um carnaval anual.

## Cidades-irmãs
- Thun, Suíça
- Mytischi, Rússia
- Mahilou, Bielorrússia
- Shaki, Azerbaijão
- Aalst, Bélgica
- Mittweida, Alemanha
- Panevėžys, Lituânia
- Sisak, Croácia
- Nowy Sącz, Polônia
- Preshov, Eslováquia

## População
| Gabrovo | Gabrovo | Gabrovo | Gabrovo | Gabrovo | Gabrovo | Gabrovo | Gabrovo | Gabrovo | Gabrovo | Gabrovo | Gabrovo | Gabrovo | Gabrovo | Gabrovo | Gabrovo | Gabrovo | Gabrovo | Gabrovo | Gabrovo |
| --- | ------- | ------- | ------- | ------- | ------- | ------- | ------- | ------- | ------- | ------- | ------- | ------- | ------- | ------- | ------- | ------- | ------- | ------- | ------- |
| Ano | 1887    | 1910    | 1934    | 1946    | 1956    | 1965    | 1975    | 1985    | 1992    | 2001    | 2002    | 2003    | 2004    | 2005    | 2006    | 2007    | 2008    | 2009    | 2010    |
| População |         |         |         | 21,180  | 37,919  | 57,805  | 75,040  | 81,415  | 76,522  | 67,065  | 66,612  | 65,681  | 64,686  | 63,864  | 63,004  | 62,561  | 61,897  | 61,332  | 60,281  |
| Fontes: Instituto Nacional de Estatísticas, „citypopulation.de“, „pop-stat.mashke.org“, Bulgarian Academy of Sciences |         |         |         |         |         |         |         |         |         |         |         |         |         |         |         |         |         |         |         |